# Чарлз Ворі
Чарлз Ворі (англ. Charles Vaurie, 7 липня 1906 — 13 травня 1975) — американський орнітолог і систематик французького походження.

## Біографія
Чарлз Ворі народився у Франції, однак в ранньому дитинстві переїхав до Сполучених Штатів Америки. Його родина оселилася в місті Трентон, що в штаті Нью-Йорк. Чарлз вчився у Нью-Йоркському університеті, а в 1928 році отримав фах стоматолога в Пенсильванському університеті.
В 1934 році він одружився з ентомологинею Патрицією Вілсон. В майбутьному вони здійснювали спільні польові дслідження.
Ворі захоплювався малюванням птахів, чим привернув увагу Джеймса Чапіна, орнітолога, що працював в Американському музеї природознавства. В 1942 році Ворі почав працювати в орнітологічному відділі цього музею.
В 1948 році Чарлз Ворі у співавторстві з Ернстом Майром написав статтю «Перегляд родини дронгових» («A Revision of the bird family Dicruridae»). Його найважливішою працею була серія публікацій під назвою «Систематичні замітки щодо птахів Палеарктики» («Systematic notes on Palearctic birds»). Вона принесла Ворі світове визнання і була перевидана 53 рази.
Ворі описав кілька видів птахів, зокрема рудогорлу корпуану (Asthenes vilcabambae) і мінданайську мухоловку (Ficedula crypta). На честь Ворі був названий рід птахів родини мухоловкових Vauriella

## Публікації
- A Revision of the bird family Dicruridae. N.Y., 1949.
- "Systematic notes on Palearctic birds". N.Y. 1956 (American Museum of Natural History, American Museum Novitates)
- A generic revision of Fly-catchers of the tribe Muscicapini. N.Y., 1953.
- "Notes on some Ploceidae from Western Asia"; "Notes on some Asiatic Finches"; "Notes on the bird genus Oenanthe in Persia, Afghanistan, and India;" and several other articles all published in the American Museum Novitates. N.Y., 1949–1952.
- "A generic revision of Flycatchers of the tribe Muscicapini". N.Y., 1953. pp.27 figs & 7 tables. Wrapp. Bulletin American Museum of Natural History – Vol. 100: Art. 4.
- The Birds of the Palearctic Fauna: a Systematic Reference (2 Vols. )1959
- Classification of the Ovenbirds (Furnariidae). London, 1971.
- Tibet and its birds. 1972